# Psychologie du développement
Pour les articles homonymes, voir Développement.

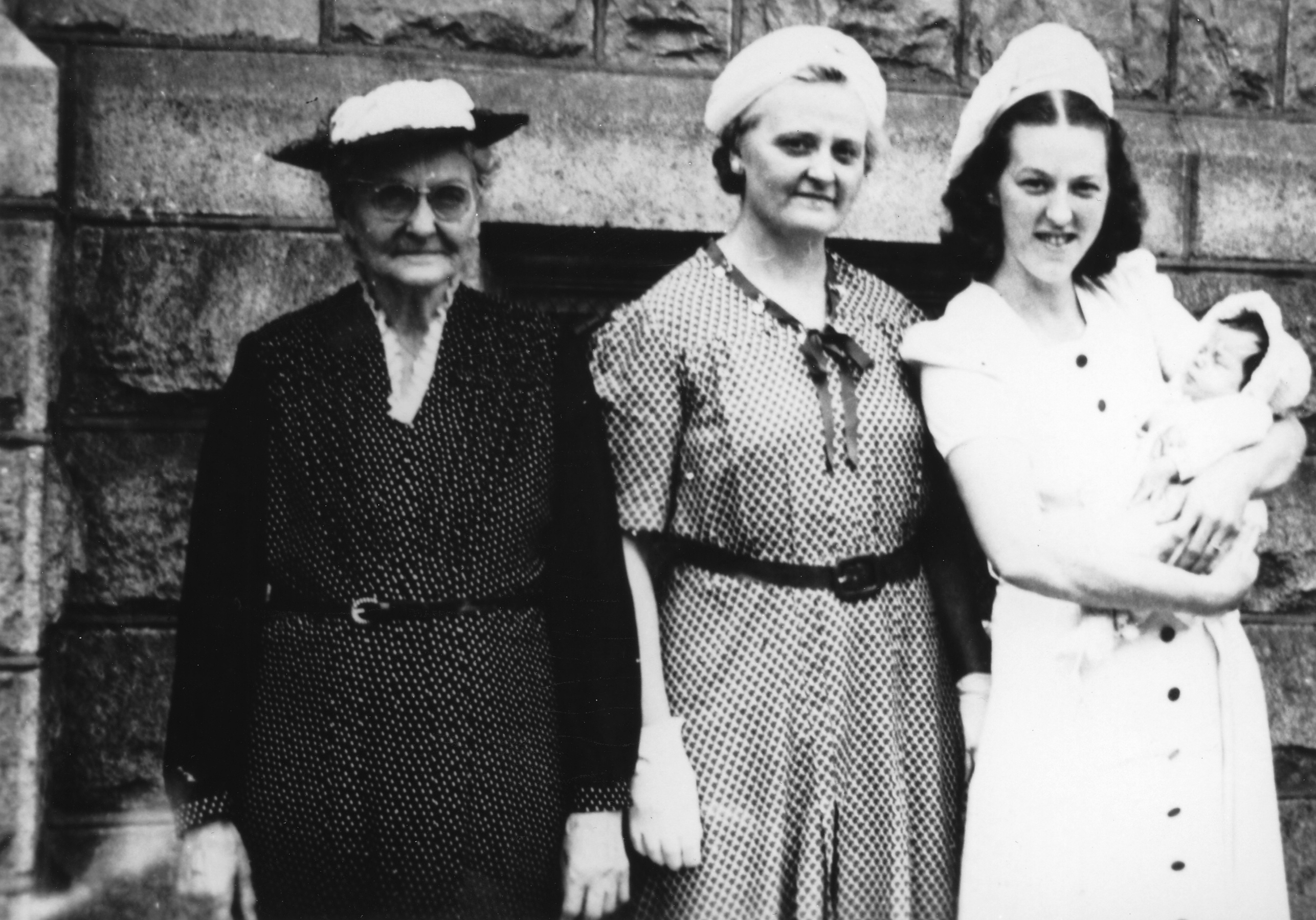
Quatre générations d'une famille.

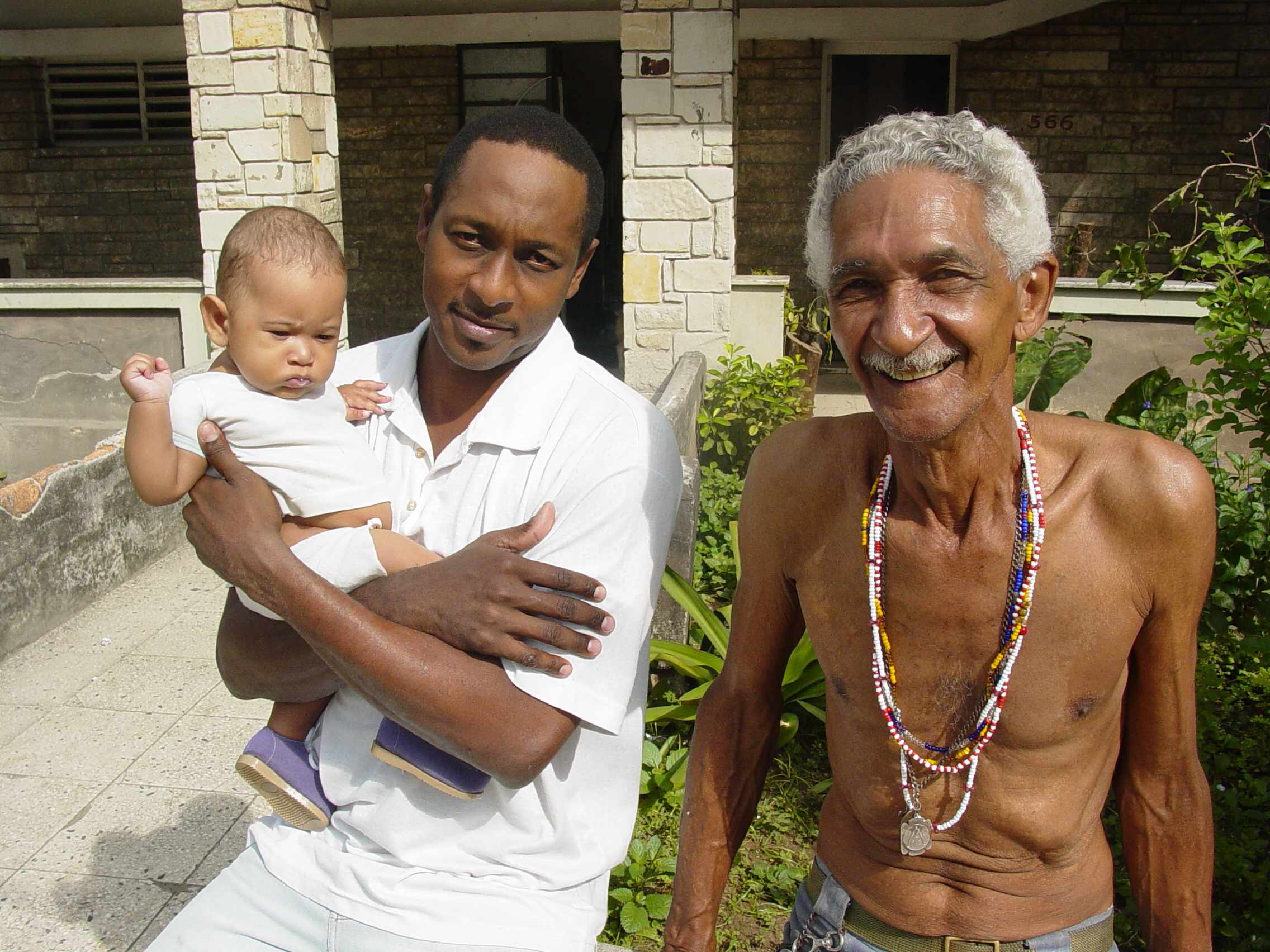
Trois générations, La Havane, Cuba.

La psychologie du développement (ou psychologie développementale) est une branche de la psychologie. Son objet est de comprendre d'une part, comment l'humain se développe, d'autre part, pourquoi il se développe : comment et pourquoi les processus mentaux, les comportements, les performances et capacités changent (se développent ou se perdent) au cours de la vie. Cette discipline embrasse tous les aspects du développement psychologique (aspects cognitifs, langagiers, affectifs et sociaux) et tous les âges du développement humain, du développement prénatal à la mort.
La psychologie du développement a vu sa définition évoluer : elle est plus théorique (moins appliquée) que d'autres branches de la psychologie s'intéressant spécifiquement aux problèmes liés à un âge ou une période de la vie en particulier (ainsi, elle se distingue de la psychologie de l'enfant).
Cette discipline est née au début du XXe siècle et reste productive, avec de nombreux champs de recherche, journaux et sociétés dans le monde (histoire de la psychologie). Ses théoriciens sont notamment Skinner, Piaget, Bandura, Freud, Erikson, Vygotsky, Eleanor Gibson. Leurs approches sont très différentes voire opposées, dont en fonction des types de processus ou de pathologies qu'elles étudient, et selon leurs méthodes, qui vont de l'observation clinique individuelle à la modélisation informatique, en passant par l'imagerie cérébrale.
Les principaux débats et controverses du domaine portent sur les périodes critiques ou sensibles de la vie ; les interactions et l'importance respective de l'inné et de l'acquis ; les « stades » et leur modélisation (sérielles ou dynamiques). C'est une discipline hétérogène dans ses théories, qui ne sont pas toutes intégrées entre elles.
La psychologie du développement est liée à de nombreux autres champs de la psychologie, tant pour les concepts qu'elle emprunte (psychologie cognitive, psychodynamique, béhaviorisme, psychologie humaniste, psychologie interculturelle, psychologie sociale, etc.), ses thèmes (développement psychomoteur du nourrisson, psychologie de l'enfant, psychogérontologie, psychopathologie, etc.), que pour ses méthodes (psychologie expérimentale, éthologie, psychanalyse, neurosciences cognitives, imagerie cérébrale, épidémiologie, etc.).

## Histoire de la discipline et définitions actuelles

### Antécédents philosophiques
Tandis que de nombreuses sources historiques indiquent que l'enfant a été généralement traité différemment de l'adulte,, l'intérêt pour le développement de l'enfant et l'idée que le développement de l'enfant influence ou détermine le reste du développement humain, ne semble émerger qu'au XVIIIe siècle dans la littérature occidentale. De Condillac (1714-1780) écrit que le bébé naît sans connaissances et en acquiert au cours de son enfance par apprentissage . Jean-Jacques Rousseau (1712-1778) jouera un grand rôle dans l'intérêt naissant pour l'enfance. Son livre Émile, ou De l'éducation, publié en 1762, influence durablement de nombreux pédagogues de l'époque en France et en Angleterre. Des monographies apparaissent alors, dans lesquels les auteurs expliquent ce qu’ils observent chez l’enfant, sans que cela relève d'une démarche scientifique .

### Début de l'intérêt scientifique pour le développement de l'enfant

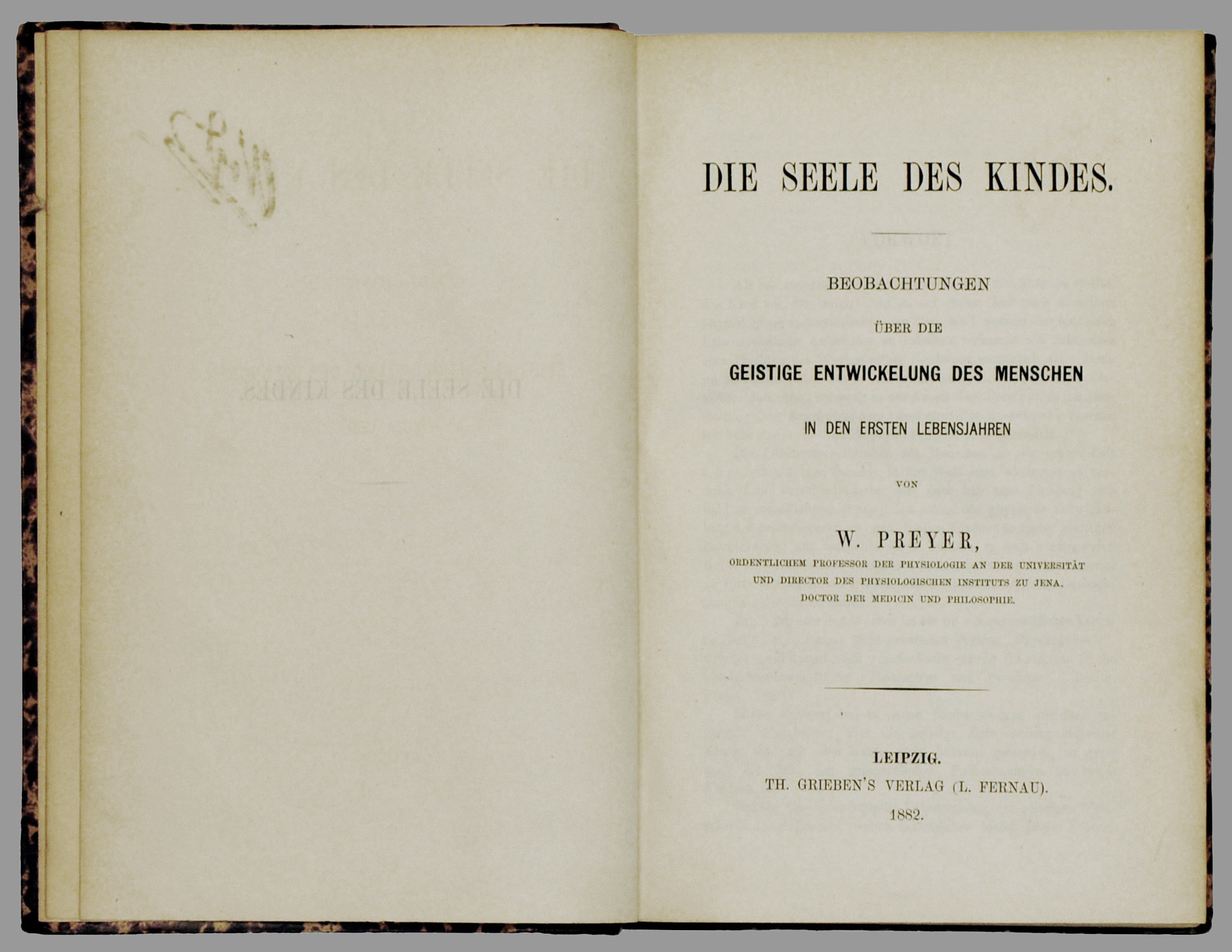
Premier livre de psychologie du développement de l'enfant, William Thierry Preyer (1882).

Charles Darwin fut le premier à reconnaître l'importance de l'enfance sur l'ensemble du développement humain ultérieur. Dans la perspective évolutionniste qui émerge alors, l'intérêt pour la psychologie de l’individu en développement va prendre son essor. Directement inspiré par la théorie de l'évolution, Ernst Haeckel développe la théorie de la récapitulation selon laquelle l’ontogenèse (développement de l'humain en tant qu'individu, de sa conception à sa mort) est une courte et rapide récapitulation de la phylogenèse (évolution des espèces). Sa théorie dont l'universalité a été invalidée, reste discutée et son principe (utiliser les connaissances en ontogenèse pour mieux comprendre la phylogenèse et vice versa) est utilisée comme modèle d'interprétation théorique dans plusieurs champs de la psychologie du développement (en particulier le développement de la perception, l'acquisition du langage, le développement de la pensée abstraite) ainsi qu'en neurosciences pour mieux comprendre le développement du cerveau humain (discipline du neurodéveloppement).
L'émergence d'un champ d'étude spécifique sur le développement de l'enfant est traditionnellement attribué à la publication du livre de Wilhlem ou William Preyer, physiologiste allemand, Die Seele des Kindes. Beobachtungen über die geistige Entwicklung des Menschen in den ersten Lebensjahren (publié en 1882, traduit en français sous le titre de L'âme de l'enfant). Preyer y décrit méthodiquement le développement de sa fille de sa naissance à l'âge de deux ans et demi. Il y décrit des procédures d'observations systématiques et se montre impressionné par la curiosité démontrée par les nourrissons.
Les premiers journaux scientifiques entièrement dédiés à la psychologie du développement de l'enfant apparaissent dans les années 1890 : L'Année Psychologique, fondée par Alfred Binet en 1894, et Pedagogical Seminary fondé par G. Stanley Hall aux États-Unis en 1891. Les premières chaires universitaires sur le sujet sont mises en place à la Sorbonne et à l'université Clark.
Le terme utilisé pour désigner la psychologie du développement de l'enfant (terme totalement abandonné ensuite) à la fin du XIXe siècle est « Paedoskopie ».

### La psychologie du développement au début duXXesiècle
Le mouvement amorcé au XIXe siècle s'amplifie rapidement. Le début du XXe siècle voit l'émergence de nombreuses théories pédagogiques sous l'impulsion de personnalités comme Alfred Binet en France, Édouard Claparède en Suisse, Ovide Decroly en Belgique, Maria Montessori en Italie. En 1901, Ellen K. S. Key écrit un livre précurseur sur l’éducation et les relations parent-enfant « Barnets århundrade » en 1900 (traduit en français, « Le siècle de l’enfant »). Montessori dira de Key qu’elle avait prédit que le XXe siècle serait le siècle de l’enfant.
La psychologie devient une discipline des sciences humaines à la fin du XIXe siècle (voir article détaillé Histoire de la psychologie). Les différents courants théoriques qui détermineront plus tard les courants de la psychologie contemporaine émergent avec Freud (la psychanalyse), Pavlov (le béhaviorisme), puis, avant la Seconde Guerre mondiale, Piaget (le cognitivisme) et Skinner (le béhaviorisme).
Au début du XXe siècle, la représentation du développement de l'enfant est une représentation continue et régulière du développement, où pour chaque âge correspond un niveau de développement. On retrouve cette approche chez Alfred Binet (modèle du développement de l'intelligence) ou Arnold Gesell (développement général). Par la suite, la notion de stade va émerger. Cette notion de stade fait écho à un grand mouvement de pensée, le structuralisme, qui traverse, à partir des années cinquante, toutes les Sciences humaines et qui conçoit l’organisation du monde et des sociétés en termes de structures. La psychanalyse (avec Lacan), l'ethnologie (avec Lévi-Strauss), la philosophie (avec Barthes, Althusser, Foucault, Derrida, etc.), la sociologie et la psychologie en sont affectées. 
Les représentations continues du développement (influencées par les théories évolutionnistes de l'époque) commencent à être remises en cause : Le développement de l'enfant semble en effet discontinu. Certes, les enfants progressent à mesure qu'ils maturent (différences observables sur différentes tranches d'âge), mais certaines performances semblent stagner pendant de longues périodes avant de poursuivre leur développement, et d’autres semblent même disparaître, donnant l’impression que les enfants régressent. Les modèles en échelle de développement (cf. Binet, ou Gesell) sont remplacés par des modèles en paliers, étapes ou stades. On parle de régressions possibles, de déstabilisations avant une nouvelle réorganisation des activités de l'enfant. La perspective diachronique (échelle continue du développement) devient une perspective synchronique (schéma de paliers, de stades).
« L'activité mentale ne se développe pas sur un seul et même plan par une sorte d'accroissement continu. Elle évolue de système en système. Leur structure étant différente, il s'ensuit qu'il n'y a pas de résultat qui puisse se transmettre tel quel de l'un à l'autre. »
Ces stades sont, pour certains auteurs, généraux lorsque l’individu entier est pris en compte (perspective synthétique avec Wallon) ou spéciaux (ou locaux) lorsqu’une seule sphère du développement est étudiée (par exemple Piaget s'intéresse uniquement au développement de la cognition, ou de l’intelligence).

### Débuts de la recherche sur l'adolescence
Au début du XXe siècle, le passage de l'enfance à l'âge adulte se fait de plus en plus tard sous l'effet de changements sociaux et politiques. Les enfants passent désormais de plus en plus de temps à l'école et en formation. L'âge de la puberté n'est plus l'âge de l'entrée dans la vie professionnelle et dans la vie adulte. Ainsi au début du XXe siècle, le terme « adolescence » est introduit par le psychologue Stanley Hall, lors de la publication de son ouvrage Adolescence: Its Psychology and Its Relations to Physiology, Anthropology, Sociology, Sex, Crime and Religion (en 1904),. Hall fut le premier président de l'American Psychological Association (APA) en 1892 et ses écrits eurent une grande influence sur les éducateurs de l'époque.

### Débuts des recherches sur les âges de la vie adulte et le cycle complet de vie

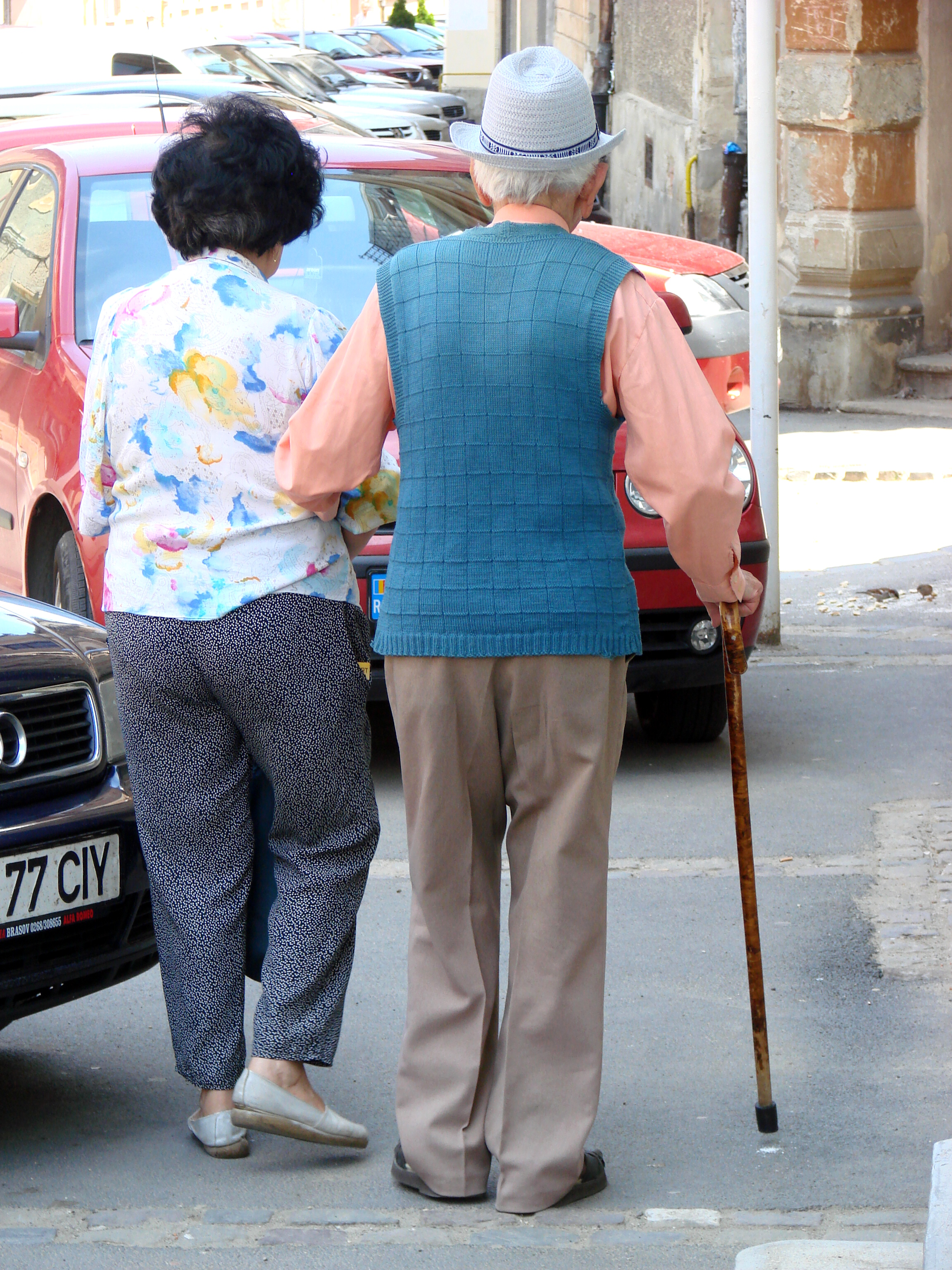
Couple âgé, Brașov, Roumanie - photo wikimedia

La psychologie du développement donne une large place à l'enfance puisque c'est la période de la vie où prennent place les principaux changement, ainsi que de très nombreux apprentissages et acquisitions de nouvelles habiletés. L'intérêt pour l'âge adulte est arrivé ensuite. L'étude du développement psychologique humain après l'enfance a débuté quelques décennies après les premières recherches sur le développement psychologique de l'enfant. Hall, mentionné ci-dessus pour ses écrits sur l'adolescence, a été un des premiers psychologues à s’intéresser au vieillissement. Il publie Senescence : The last Half of Life en 1922 alors qu'il a 78 ans. Aux États-Unis, le premier centre de recherche universitaire sur le vieillissement ouvre ses portes en 1928, à l'Université Standford, en Californie.
Le développement pendant l'âge adulte chez les jeunes adultes est étudié en 1930 à l'université de Harvard qui met en place la première étude longitudinale du genre étudiant ses étudiants de 18 ans à l'âge mûr. Dans les années 1950, les psychologues Bernice Neugarten (en) et Warner Schaie (en) étudient le développement humain chez les adultes dits d'âge mûr. Cette nouvelle discipline consacrée à l'étude du vieillissement humain prend pour nom la gérontologie. Désormais, la psychologie du développement ne se définit plus seulement par des modèles d'acquisition d'habileté, de gain, mais porte aussi sur les pertes. Durant le développement, une personne peut faire simultanément des gains dans un domaine mais subir des pertes dans un autre domaine.
Au début du XXe siècle, la psychologie du développement se différencie ainsi de la psychologie de l'enfant. Les psychologues, chercheurs et théoriciens, commencent à décrire le développement humain qui se poursuit tout au long de la vie (les auteurs anglophones utilisant l'expression lifespan development). De grandes études longitudinales sur le « parcours de vie », allant de l'enfance (voire de la vie fœtale) jusqu'au vieillissement, se mettent en place dans de nombreux pays. L'une des premières étude longitudinale de grande envergure (sur une très large cohorte) est menée en 1921 à l'Université de Standford, sous la direction de Lewis M. Terman. Cette étude, la Terman Study of the Gifted est (à la date de 2003) l'étude longitudinale la plus longue jamais entreprise au niveau international,.

### La psychologie du développement contemporaine (fin duXXesiècleet début duXXIesiècle)
En 2009, Papalia et al., dans un manuel universitaire, définissent la psychologie du développement humain comme « l'étude scientifique des processus responsables des changements qui interviennent ou non tout au long de la vie des individus ». Cette définition réfère aux changements ainsi qu'à la stabilité au cours du développement. Le développement est défini comme "un processus dynamique, cohérent et organisé qui a une fonction adaptative".
La plupart des scientifiques concentrent leurs recherches désormais sur des thèmes beaucoup plus spécifiques que leurs précurseurs (par exemple plutôt que l'étude de l'acquisition du langage dans son entier et du nourrisson à l'adulte, les chercheurs étudient l'acquisition de la syntaxe, ou la prosodie, et autres spécificités). Le défi que les chercheurs doivent relever dans les années qui viennent est de comprendre comment ces différentes fonctions se coordonnent, et transforment les activités et les niveaux cognitif et conatif des enfants.
La compréhension du développement intègre désormais le contexte d’apparition des comportements et/ou des conduites et des caractéristiques du milieu environnant dans lequel l’individu évolue. Cette approche s'accompagne d'un intérêt pour les différences individuelles. Bien que beaucoup de processus (ou stratégies) de développement soient universels, leur actualisation dépend de variables culturelles, sociales et environnementales. L'étude des différences individuelles renseigne donc également sur des phénomènes universaux, communs à toutes les cultures ou types d'environnement (chez l'enfant par exemple, le style parental).
La psychologie du développement du début des années 2000 s'intéresse aux changements quantitatifs (mesurables, par exemple : "nombre de mots de vocabulaire") et qualitatifs (référant à la nature de la personne, par exemple : l'évolution de l'attachement chez l'enfant ; l'orientation vers une nouvelle carrière chez l'adulte). Ces changements touchent à tous les domaines du développement humain : développement physique (par exemple la surdité influence l'acquisition du langage ; les changements hormonaux de l'adolescence influencent l'estime de soi ; les modifications physiques accompagnant le vieillissement influencent les performances mnésiques) ; développement cognitif (perception, apprentissage, mémoire, langage, raisonnement, etc.) ; et développement affectif et social, ou socio-affectif (émotions, personnalité, relations aux autres). Tous ces aspects sont connectés, bien qu'ils aient souvent été étudiés séparément par les nombreux chercheurs en psychologie du développement afin de travailler sur des hypothèses pouvant être testées expérimentalement.

#### Changements d'appellation de la discipline et différence avec la psychologie de l'enfant
L'expression psychologie génétique a été utilisée dans un sens analogue, mais cette terminologie tombe en désuétude. Outre certaines différences conceptuelles, les termes de psychologie génétique ont été abandonnés, afin d'éviter l'équivoque du terme génétique, qui, dans ce domaine, était lié au concept de genèse, c'est-à-dire au processus de croissance de l'individu, et non pas aux gènes, supports admis de l'hérédité biologique.
La psychologie du développement (ou psychologie développementale) prend ses racines, historiquement, dans la psychologie de l'enfant, étudiant par exemple l'acquisition du langage ou la manière dont l'enfant apprend à compter. Cependant, elle s'en distingue désormais. On parle de psychologie de l'enfant lorsque le sujet d'étude est étudié en soi, et non pour comprendre et modéliser les processus de développement dans leur ensemble. La psychologie de l'enfant cherche à comprendre le fonctionnement de celui-ci à des différents âges, avec ses réussites, ses échecs, ses envies, ses besoins, et bien d'autres aspects qui représentent l'enfant en tant qu’individu, dans une perspective synthétique. La psychologie du développement a une approche analytique : il s'agit d'observer et de modéliser les changements à travers les âges, et pour cela, la plupart des chercheurs actuels étudient le développement de processus ou habiletés très spécifiques, pour parvenir à une analyse fine et détaillée des processus en cause.

## Les grandes étapes du développement psychologique
Les périodes du développement humain sont toujours données de manière approximative. Elles ne peuvent être définies de manière absolue car les étapes du développement psychomoteur et psychologique varient beaucoup en fonction des individus et des populations étudiées. Cependant, les différentes disciplines des neurosciences et de la psychologie s'accordent pour catégoriser les grandes étapes du développement humain qui correspondent aux périodes suivantes (les âges peuvent varier légèrement selon les auteurs et les organisations) :
- La vie prénatale, avant la naissance (vie embryonnaire, fœtus) ; et la période périnatale (de quelques semaines avant la naissance à quelques jours après)
- Le nouveau-né (de la naissance à environ un mois) et le nourrisson (de 1 mois à environ 1 an, âge de la marche)
- La petite enfance (de 1 an à environ 5 ou 6 ans, âge qui marque les débuts de la scolarisation qui diffère en fonction des pays); on parle aussi d'enfant d'âge préscolaire (de 3 à 6 ans environ)
- L'enfant d'âge scolaire (de 5 ou 6 ans à 12 ou 13 ans ; bien que la scolarité ne s'arrête pas à cet âge, on parle ensuite d'adolescence)
- L'enfance au sens large embrasse la période qui va de la naissance à la puberté (voir psychologie de l'enfant)
- L'adolescence (de 12 ou 13 ans environ à 18 ans, âge de la majorité sur un plan légal) incluant la pré-adolescence (12 à environ 14 ou 15 ans) puis l'âge de puberté. On peut aussi utiliser des catégories évoquant le niveau scolaire, on parle de niveau d'enseignement secondaire avec l'entrée au collège.
- L'âge adulte inclut toute la période de vie qui suit l'adolescence.
- Certains auteurs différencient le jeune adulte (de 18 ans à 40 ans environ) et l'adulte d'âge mûr (40 à 65 ans environ)[8].
- La personne âgée et le 3e âge (de 60 ans à la mort, selon la définition de l'OMS[16]); on parle aussi d'adulte d'âge avancé (plus de 65 ans)[8].
- La mort et le deuil (voir thanatologie et soins palliatifs).

Voir tableau "Âges de la vie" en fin d'article.

## Courants théoriques et disciplines de la psychologie du développement
Tous les grands courants de la psychologie s'intéressent au développement humain : L'approche psychanalytique ou psychodynamique, l'approche béhavioriste (dite aussi comportementaliste), l'approche cognitiviste, l'approche humaniste, l'approche écologique, etc. Le développement psychologique intéresse également la médecine (la pédopsychiatrie ou psychiatrie de l'enfant, la pédiatrie), les sciences de l'éducation, et les neurosciences (voir neuroscience cognitive du développement). Chaque approche est différente parce que chacune pose des questions différentes, le développement étant trop complexe pour être modélisé dans son entier. Aucune de ces approches ou des théories (exposées en détail ci-dessous) ne peut à elle seule expliquer le développement très complexe de l'humain. Pour ces raisons, elles ont donc forcément toutes leurs limites et font ainsi l'objet de débats et de critiques (voir section ci-dessous sur les plus importants débats de la discipline).
Les approches diffèrent également parce qu'elles utilisent des méthodes différentes. Les approches méthodologiques sont différentes parfois pour des raisons théoriques (voir controverses ci-dessous). Mais surtout, les approches méthodologiques sont diverses car chaque question spécifique exige une technique spécifique pour y répondre : par exemple, la mesure de potentiels évoqués, qui est une technique de neuro-imagerie donnant des informations fines sur les changements physiologiques de l'ordre de la milliseconde, ne peut pas fournir des informations sur les émotions subjectives d'un individu comme le ferait une échelle de dépression qui est un questionnaire.
Elles différent enfin parce qu'elles s'intéressent souvent à certaines périodes du développement plutôt qu'à d'autres. Il est rare que les psychologues étudient ou modélisent tout l'empan de vie (le lifespan des anglosaxons) . Pour une approche par grandes périodes du développement, nous renvoyons aux articles de psychologie traitant spécifiquement de ces périodes (voir section suivante). La partie qui suit présente les différentes disciplines de la psychologie du développement ainsi que les principales approches théoriques qui ont dominé et dominent encore dans la recherche du début du XXIe siècle.

### Le développement perceptif et les théories du développement perceptif (E. J. Gibson)

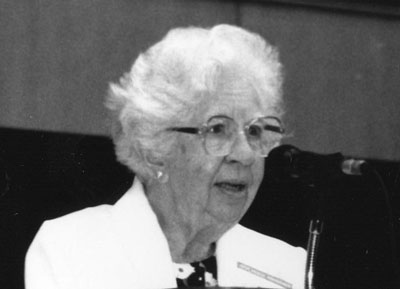
Eleanor Gibson (1993)

Le développement de la perception débute dès la vie intra-utérine. Les recherches expérimentales dans le domaine montrent que fœtus perçoit la voix de sa mère, certaines mélodies, ou encore certaines odeurs, pour lesquelles il montre des réponses physiologiques différentes (ses battements de cœur montrent une accélération ou un ralentissement) dans des paradigmes d'habituation.
Le développement perceptif est très précoce. Les systèmes sensoriels primaires arrivent à maturation avant tous les autres : les aires cérébrales primaires visuelles et auditives, tout comme les aires motrices, arrivent à maturité bien avant les aires associatives et les aires cérébrales dédiées aux hautes fonctions cérébrales.
Chez le nourrisson, on peut étudier le développement perceptif en s'appuyant sur sa mémoire et son attention, c'est le principe des paradigmes d'habituation. Ainsi, un adulte (par exemple la personne qui s'occupe habituellement du nourrisson) expose le nourrisson de manière répétée à des stimuli (par exemple, un cercle jaune lui est montré pendant plusieurs minutes par jour sur une période de plusieurs jours). Lors de l'expérimentation finale, l'expérimentateur observe si les réactions du nourrisson sont celles d'une habituation (absence de réaction physiologique particulière, absence d'intérêt) ou celles d'une réaction à une nouveauté (augmentation de la succion, augmentation des battements de cœur, plus longue durée de fixation du stimulus nouveau par rapport au stimulus connu). Dans une telle expérience, Bushnell et al. (1984) ont montré que des nourrissons de 5 semaines et 9 semaines pouvaient ainsi discriminer des couleurs et des formes géométriques. Ce type d'expérience a permis de montrer que, bien que le système sensoriel tel que la vision, soit encore immature à la naissance, les habiletés perceptives du nourrisson sont assez sophistiquées.
La psychologue américaine Eleanor J. Gibson a étudié durant toute sa carrière le développement des systèmes perceptifs des nouveau-nés et des enfants. Elle fut une des pionnières dans la discipline : Son ouvrage de 1969 met en avant le concept d'apprentissage perceptif. Son approche, développée en collaboration avec son mari, le psychologue James J. Gibson, est la Gibsonian ecological theory of development avec pour concept nouveau, le concept d'affordance. Sur le plan méthodologique, elle est connue pour avoir mis au point l'expérience de falaise visuelle (en) (visual cliff en anglais). La falaise visuelle est un dispositif expérimental qui permet de donner l'illusion d'une plateforme terminée par un trou, dont l'expérimentateur contrôle les caractéristiques, tout en assurant la sécurité des sujets sur la plateforme. Ce paradigme appliqué à des nourrissons de 6 à 14 mois a permis à Gibson et Walk (1960) de mettre en évidence que beaucoup de nourrissons refusent d'avancer devant ce qui leur apparaît comme un vide (alors qu'en fait ils peuvent sentir avec leurs mains le plexiglas), tandis que d'autres avancent sans paraître perturbés par l'illusion. Le paradigme renseigne les expérimentateurs sur le développement de la perception de la profondeur et de la vision en trois dimensions (ce paradigme a été également utilisé sur des animaux). Ce paradigme expérimental a ouvert un débat sur le caractère inné ou appris de la profondeur, Gibson et Walk concluant que la vision de la profondeur est une perception apprise et non innée .

### Le développement psychoaffectif

#### L'approche psychanalytique du développement
Dans la première moitié du XXe siècle, la psychanalyse jette les bases d'un « développement psychosexuel » de l'individu comme « évolution progrédiente de la sexualité infantile qui passe par différents “stades” ou “phases” d'organisation du psychisme ».
Des modèles théoriques et des méthodes d’observation dans le domaine de la sexualité infantile sont posés afin d'expliquer les liens entre des troubles de l’enfance et les psychopathologies adultes. Le fondateur de la psychanalyse, Sigmund Freud, a proposé cinq grandes étapes du développement. Chacune de ces étapes se caractérise par une certaine zone érogène, source d'énergie psychosexuelle de l'enfant (stade oral, stade anal, stade phallique, période de latence, stade génital). Selon Freud, quand une personne a connu la frustration ou subi un trauma (théorie de la séduction, traumatisme en 2 temps dans l'hystérie / concept de l'après-coup) dans sa prime jeunesse, elle est susceptible de développer des troubles à l'âge adulte (par exemple, une névrose).

##### Psychanalyse de l'enfant
Parmi les premiers psychanalystes qui développent cette théorie des stades à la suite de Freud et de Karl Abraham, Melanie Klein a été la première psychanalyste à utiliser la technique thérapeutique du jeu dans la psychanalyse de l’enfant. Elle est considérée comme l'une des fondatrices de la théorie de la relation d'objet chez le nourrisson: la relation du nourrisson à sa mère (ou aux personnes qui s’occupent du nourrisson précocement) influence ou détermine les types de relations affectives qu’il ou elle aura dans la vie adulte (position dépressive / position paranoïde-schizoïde). La théorie de Mélanie Klein a fortement influencé Donald Winnicott, qui lui-même inspira les recherches expérimentales de John Bowlby sur les attachements affectifs à des âges précoces et leurs conséquences sur les attachements ultérieurs et les psychopathologies de l’âge adulte. Les théories de Klein continuent d'influencer certaines théories du développement, malgré de nombreuses critiques de la psychanalyse à cet endroit. Par exemple, ces dernières décennies, l'étude de l’émergence d’une «théorie de l'esprit» chez les jeunes enfants, a suggéré que la formation de l'univers mental est influencée par l’interaction sociale enfant-parent, ce qui était la thèse principale de la relation d'objet.
Anna Freud, fille de Sigmund Freud, est également considérée comme une des fondatrices de la psychanalyse de l’enfant, et les controverses d'Anna Freud et de Mélanie Klein sont bien connues au sein du mouvement psychanalytique. Anna Freud influença un groupe important de chercheurs et analystes du développement de l’enfant, parmi lesquels Erik Erikson, Edith Jacobson et Margaret Mahler.

#### La théorie du développement psychosocial de E. Erikson
Erik Erikson a été un psychanalyste influencé par les travaux de Sigmund Freud dont il accepta en grande partie les propositions théoriques et qu'il enrichit par de nouvelles perspectives. Ses expériences personnelles et ses observations de nouvelles cultures (il est forcé d'émigrer aux États-Unis lors de la montée du nazisme en 1933), l'amène à considérer l'importance des valeurs parentales et sociales sur le développement de la personnalité de l'enfant. Il accorde beaucoup d'importance à l'émergence de l'identité et développe une théorie du développement psychosocial (Erikson, 1963, 1982 ). Il considère (et en cela diffère de Freud) que cette recherche d'identité se poursuit tout au long de la vie, de la naissance à l'âge avancé. Il décrit huit stades psychosociaux dont chacun est caractérisé par un conflit qui permettra à l'identité d'un individu de progresser. Au premier stade, de la naissance à environ 12-18 mois, le nouveau-né puis le nourrisson doit résoudre une crise de méfiance / confiance fondamentale. Au dernier stade, l'adulte d'âge avancé oscille entre intégrité et désespoir à l'approche de la mort. Chaque stade est dominé par un conflit, et la résolution de cette crise permet le développement d'une qualité (exemple, au premier stade, l'espoir ; au dernier stade, la sagesse). Erikson pense qu'il existe des périodes sensibles : si une crise n'est pas franchie ou si elle l'est difficilement, l'enfant et l'adulte pourront la résoudre ultérieurement (par exemple de nouvelles formes d'attachement peuvent permettre à un adulte de devenir plus confiant).
Une des nouveautés et des forces de la théorie de Erikson est l'importance donnée à l'environnement (social et culturel) sur le développement de l'individu et l'idée que l'individu se développe toute sa vie (et pas seulement pendant l'enfance). La théorie de Erikson fera l'objet de critiques. Elle s'appuie sur l'observation individuelle et clinique, mais n'est pas empiriquement validée (critiques des expérimentalistes). Chiriboga (1989) mettra en cause la succession des stades décrits par Erickson. Enfin, on lui reprochera, tout comme Freud, d'avoir centré sa théorie sur le développement de l'homme au détriment de la femme.

### Le développement des comportements sociaux (béhaviorisme et théorie de l'apprentissage social)
Pour les béhavioristes ou comportementalistes, la psychologie est l'étude observable du comportement animal et humain (behavior est un terme anglais qui signifie comportement). C'est une approche fonctionnelle du comportement : le comportement est fonction (au sens mathématique) d'un stimulus (quelque chose qui dans l'environnement, provoque, augmente ou diminue la réponse). La base du béhaviorisme (ou comportementalisme) repose sur le schéma stimulus-réponse (S-R). Selon les béhavioristes, les comportements innés sont peu nombreux. L'essentiel des comportements humains résulte d'apprentissages. C'est une approche déterministe du développement.
Les béhavioristes ont mis en évidence deux types d’apprentissage :
- Le conditionnement répondant également appelé conditionnement classique ou pavlovien (du nom du physiologiste russe et prix Nobel, Ivan Pavlov) : un stimulus environnemental (neutre) entraîne une réponse apprise car il a été associé à un stimulus inconditionnel. Pavlov observe ce phénomène en étudiant des chiens. Lorsqu'une cloche (stimulus neutre) sonne quand un expérimentateur entre nourrir les chiens, les chiens salivent à l'arrivée de la nourriture (réponse inconditionnelle) ; et après quelques essais, les chiens salivent lorsque la cloche sonne (qui est au départ un stimulus neutre et devient un stimulus conditionnel).
- Le conditionnement opérant ou instrumental : la probabilité qu'un comportement se répète diminue ou augmente en fonction de renforcements donnés par l'environnement.

John B. Watson est le premier béhavioriste à appliquer ces principes au développement des enfants. Ainsi un enfant apprend à aimer ses parents lorsqu'il reçoit d'eux de l'affection (nourriture, chaleur, caresses…). Si un parent effraie son enfant et le fait à plusieurs reprises, l'enfant développe une peur ou angoisse de ce parent, même lorsque ce parent ne montre plus de comportements agressifs. C'est le principe de la réponse conditionnelle (qui est déterminée par des réflexes) du conditionnement répondant ou classique.
Burrhus F. Skinner applique les principes du conditionnement opérant au développement de l'enfant. Dans le conditionnement opérant, un comportement (qui n'est pas un réflexe ou une réponse automatique à un stimulus) est encouragé. Par exemple, si un enfant se met à rire et que ses parents montrent une réponse qui lui est agréable (lui sourient, lui prêtent attention), l'enfant continue à rire et répète son rire pour continuer à provoquer la réponse agréable : on parle de renforcement positif. Si un enfant enfile ses gants avant de sortir jouer dehors, pour éviter d'avoir froid, on parle de renforcement négatif (le comportement évite une sensation désagréable, ici la sensation de douleur due au froid). Le renforcement dit négatif est différent de la punition (infliger une conséquence désagréable pour voir un comportement disparaître). La punition par stimulus (en) peut être négative (au sens mathématique, parce qu'on enlève) quand on enlève un stimulus agréable (on reprend, on prive l'enfant de quelque chose qu'il aime). La punition peut être positive (positive parce qu'on ajoute), lorsqu'on ajoute un stimulus désagréable (réprimander).
De nombreuses études se sont mises en place pour modéliser et augmenter l'efficacité de ce type d'apprentissage. Les questions posées sont celles des durées et fréquences des schémas S-R, la nature du renforcement (ce qui est un renforcement pour une personne peut être vécu comme une punition par une autre, par exemple des éloges publics), et l'efficacité des punitions (beaucoup de théoriciens pensent que la punition n'est pas un bon moyen de modifier le comportement). Les punitions posent aussi des problèmes éthiques.
L'approche béhavioriste a ses points forts et ses limites. Le béhaviorisme est une approche expérimentale et scientifique (objective). Le conditionnement est « un outil puissant, utilisé pour former ou modifier les comportements », qui a donné lieu à des thérapies comportementales ou thérapies cognitivo-comportementales basées sur des approches d'observation objectives des changements de comportements indésirables. Skinner est le psychologue le plus cité au XXe siècle. Cependant, le béhaviorisme du début du XXe siècle ne donne aucune importance au vécu subjectif des personnes durant l'apprentissage. Il sera, dès ses débuts, fortement critiqué à l'extérieur de la discipline (par le courant psychanalytique d'abord). Beaucoup de chercheurs, dit néobéhavioristes (en), s'inspirent des théories du conditionnement mais y ajoutent l'étude de la pensée subjective dont ils reconnaissent l'importance dans l'apprentissage (cf. néobéhaviorisme (en)).

#### L’apprentissage social ou apprentissage par observation

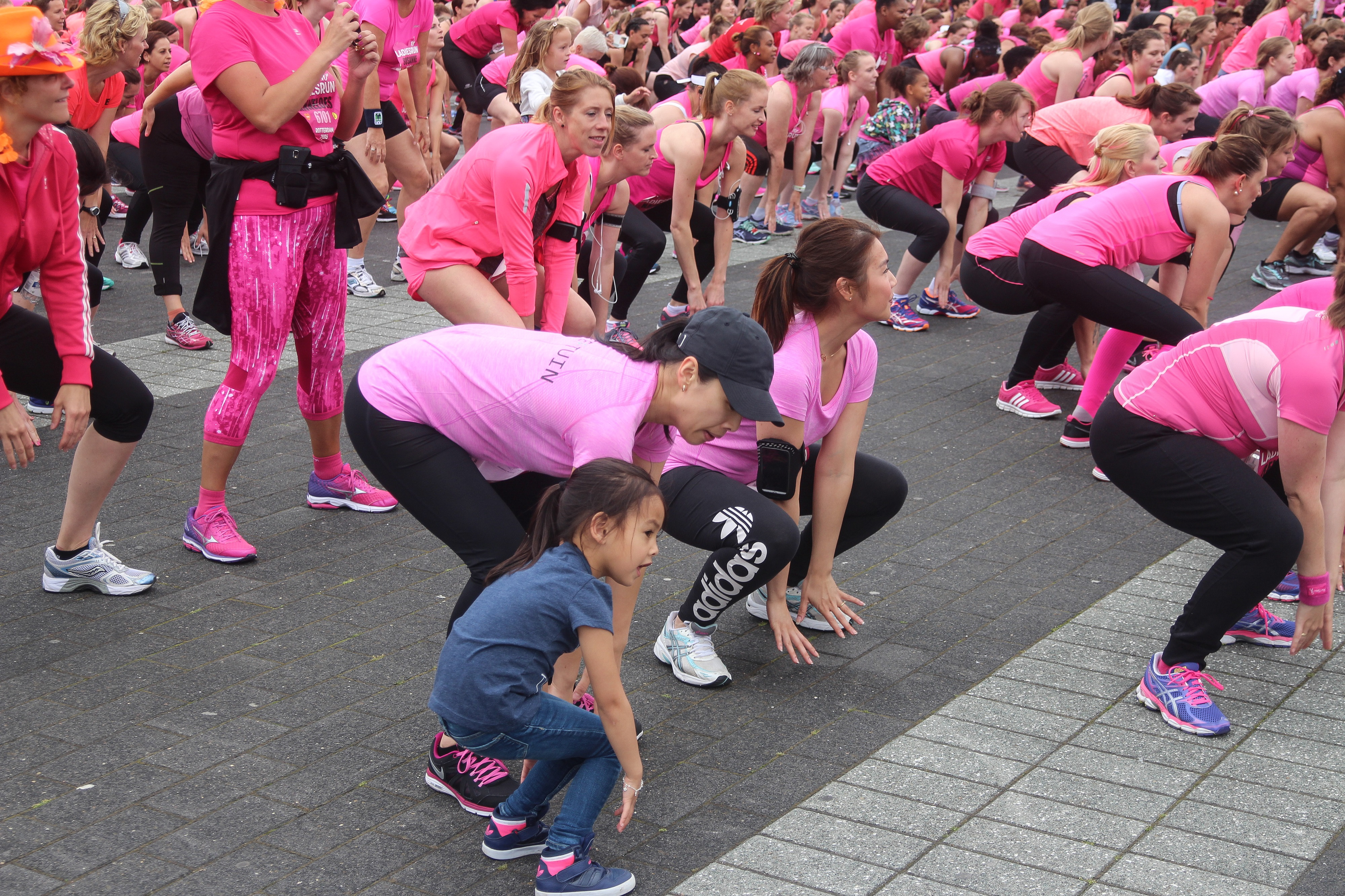
Telle mère, telle fille (Rotterdam, 2016)

Dans la lignée de l'approche expérimentale et des béhavioristes, Albert Bandura a montré que l'enfant peut apprendre sans renforcements directs et de manière beaucoup plus active que ne le montraient les modèles béhavioristes classiques. Il a décrit l'apprentissage par observation. Dans une de ses premières études, il a démontré (avec Richard Walters) que des enfants observant un comportement agressif ont plus de risques de répéter ce comportement, ou ce modèle (dans son exemple : frapper une poupée) lorsqu'ils l'observent directement mais aussi si le comportement est présenté sur un support médiatique (télévision). Un tel apprentissage s'explique par l’observation simultanée des conditions d’apparition du comportement (stimulus) et des conséquences renforçatrices (au sens béhavioriste). Bandura parle de renforcement par substitution ou renforcement vicariant : si le modèle est récompensé (ou puni) après l’exécution de son comportement, l’observateur aura tendance à reproduire (ou éviter) le comportement. Il s'agit d'un apprentissage social que Bandura nommera la théorie sociale cognitive en 1989,. Cette approche est donc néobéhavioriste car elle reconnaît l'importance de la pensée dans l'apprentissage. Ainsi, l'enfant peut choisir ses modèles. Les processus cognitifs en jeu sont la capacité d'attention, l'organisation mentale de l'information sensorielle, et la mémoire. À partir de ses observations et des réactions de l'environnement dans divers contextes lorsque l'enfant imite les comportements (par exemple, s'habiller comme une célébrité qu'il admire), l'enfant forme peu à peu ses jugements et affine sa sélection des modèles. Il développe ainsi son sentiment d'efficacité personnelle. Concept important de la théorie d'apprentissage social, l'efficacité personnelle (self-efficacy en anglais) est, pour un humain, "sa conviction de détenir les capacités nécessaires pour réussir ce qu'il entreprend".
Au début du XXIe siècle, la vaste majorité des chercheurs considère l'apprentissage, non plus comme un simple conditionnement, mais, comme l'a fait Bandura, comme un processus complexe où la cognition intervient dans un contexte social et culturel qui contribue à la diversité des apprentissages. Les recherches et théories de Bandura ont eu une influence énorme sur de nombreux champs de la psychologie et sur l'éducation. Ses recherches ont permis de mieux comprendre l’acquisition de pratiques sociales, culturelles et politiques, l'acquisition du langage, l'acquisition des comportements reliés au genre, le développement du sens moral, entre autres.

#### Modèle béhavioriste de développement
Le courant béhavioriste a considéré qu'il y avait une continuité phylogénétique et ontogénétique du comportement : l'étude de l'animal et celle de l'homme ne pouvaient être disjointes. Dans les modèles de Skinner ou de Bandura, le développement humain en tant que tel n'est pas modélisé. Sidney W. Bijou (en) (1984) fut un des pionniers des psychologues développementaux s'appuyant sur les recherches béhavioristes. Il a travaillé à des méthodes éducatives et des thérapies de l'enfant qui avaient pour principe de renforcer les comportements souhaitables (par compliment, embrassade, bonbon, par exemple) et d'ignorer (plutôt que de punir) les comportements posant problème. Il a proposé un modèle théorique béhavioriste du développement de l’enfant comportant trois phases principales :
- la phase des fondations : de la naissance à 2 ans. L'enfant est sous la contrainte de son immaturité organique. Mais, en fonction de ses apprentissages progressifs, il explore son environnement. Des comportements opérants élémentaires se mettent en place (i. e., contractions de l’estomac - pleurs - préparation du biberon - prise du biberon - satiété ; puis, à force de répétition, l’enfant comprend que ses pleurs font intervenir l’adulte) ;
- la phase dite de base : de 2 à 6 ans. Le développement organique s'opère et permet à l'enfant d'interagir plus facilement avec son environnement physique et familial. Les bases des répertoires comportementaux (habileté motrice, intelligence, langage, personnalité) sont mises en place et se développeront jusqu'à l'âge adulte ;
- le stade social : de 6 ans à l'âge adulte. Il permet l'évolution des répertoires comportementaux de la phase précédente. L'enfant sort de son milieu familial et son environnement social s'en trouve modifié (école, centre de vacances, amis, etc.).

### Le développement cognitif
La psychologie cognitive s'intéresse surtout au développement de l'intelligence et des processus cognitifs (la perception, la mémoire, le langage, le raisonnement, etc.) qui sont inférés par l'observation des comportements. Parmi les grands théoriciens de cette branche, les plus cités sont Jean Piaget, qui a jeté les fondements d'une théorie sur le développement de l'intelligence (voir Histoire de la psychologie cognitive), et Lev Vygotsky, qui a observé le développement de l'intelligence chez l'enfant en interaction avec son contexte socioculturel. Par ailleurs, une autre approche s'est également développée, la théorie du traitement de l'information, rendant compte de processus spécifiques, comme la rétention d'information, ou la reconnaissance des visages ou du langage. À la fin du XXe siècle, d'autres théories ont émergé.

#### Les modèles du développement de l'intelligence et du raisonnement par Piaget et les néo-piagétiens
Jean Piaget (1896-1980) a été le plus cité des cognitivistes et est, sur le plan international, parmi les trois auteurs de psychologie les plus influents du XXe siècle, aux côtés de Skinner et Freud,. À sa mort, il avait rédigé plus de 40 livres et plus de 100 articles sur la psychologie de l'enfant, et d'autres sur la philosophie et l'éducation (sa plus proche collaboratrice fut Bärbel Inhelder). Il a jeté les bases d'une nouvelle compréhension du développement de l'intelligence et de la pensée chez l'enfant et a beaucoup influencé ce champ d'étude (par exemple Lawrence Kohlberg, et les chercheurs dit néo-piagétiens). Piaget a mis en évidence à quel point la pensée enfantine diffère de celles des adultes et à quel point la pensée et les comportements interagissent pour construire le développement cognitif.
La théorie du développement cognitif de Piaget, qu'il nomma l'épistémologie génétique (science de la construction de l'intelligence), est dite constructiviste.
Selon Piaget, le développement cognitif de l'enfant se construit sur les bases de quatre facteurs [réf. souhaitée] :
La maturation organique. Elle concerne le système nerveux et les systèmes endocriniens. Certaines conduites sont sous la dépendance de la maturation de ces systèmes. Si la maturation n'explique pas tout, elle détermine en revanche l'ordre invariant de la succession des stades du développement.
L'exercice et l'expérience acquise des objets. L’exercice permet l’acquisition de connaissances relatives aux objets et aux relations qu’ils entretiennent entre eux, il permet donc l’expérience acquise des objets. L'expérience physique : l'enfant agit sur les objets ; de cette manipulation, il extrait les propriétés de l'objet (par exemple, un ballon roule, un cube ne roule pas). L'expérience logico-mathématique : l'enfant agit sur les objets et en découvre non plus les propriétés physiques, mais le résultat des coordinations de ses actions (par exemple, l'enfant, en manipulant des cubes, découvre que quelle que soit la place que les objets occupent dans l'espace, leur nombre est toujours le même). L’enfant construit donc ses propres connaissances. Il est moteur dans le développement (contrairement à l'approche béhavioriste).
Le facteur des interactions et des transmissions sociales. Comme l'exercice et l'expérience acquise, la socialisation relève de la participation active de l'enfant. C'est lui-même qui contribue à sa structuration. Mais celle-ci n'est possible, selon Piaget, que si les instruments opératoires sont mis en place. C’est le facteur le moins développé par Piaget et aussi le plus critiqué.
Le processus d'équilibration. Le développement de l'enfant n'est pas uniquement dû aux trois facteurs qui agiraient de façon « disparate », selon l'expression de Piaget. Ils ont chacun une structure mais ils sont coordonnés par le processus d'équilibration qui assure la cohésion entre les trois facteurs. Le passage d'un stade à un autre se fait sous l'influence d'un mécanisme interne (mais pas inné) : le processus d'équilibration. Le niveau cognitif de l'enfant détermine sa représentation du réel qui correspond à un certain équilibre. Mais les nouvelles expériences et les nouvelles acquisitions de l'enfant vont déstabiliser cette représentation. L'enfant rétablit alors un nouvel équilibre qui rend compte de ses nouvelles expériences et acquisitions cognitives. Ce nouvel équilibre sera à nouveau détruit par les nouvelles acquisitions et expériences. Le processus d'équilibration permet donc l'intégration progressive de la connaissance, toujours sous l'action de la participation active du sujet. L'activité cognitive de l'enfant est une auto-construction qui n'est jamais terminée.
L’équilibration repose sur deux concepts fondamentaux : l'assimilation (de) et l'accommodation (de). L'organisme « assimile » de nouvelles connaissances, de nouveaux schèmes. Un schème est une structure d’actions intérieures du sujet, « telles qu'elles se transfèrent ou se généralisent lors de la répétition de ces actions en des circonstances semblables ou analogues » (Pieron, 1987). Par exemple, chez un nourrisson, boire au biberon est un schème ; manger de la nourriture semi-solide donnée à la cuiller est un autre schème. À partir des schèmes réflexes qui existent à la naissance (exemple, la succion), les schèmes se modifient et se complexifient en fonction des réponses variées et multiples que le bébé rencontre. C’est par ces schèmes que l’enfant part à la découverte du monde qui l’entoure. Face à une situation nouvelle, le bébé utilise les schèmes d’action qu’il possède et en tire des conséquences (propriétés des objets, de la situation, etc.), c’est-à-dire des connaissances. Ces connaissances ne sont pas intégrées, copiées comme telles, mais « assimilées » dans le sens physiologique, c'est-à-dire transformées, converties (comme le corps peut assimiler la nourriture après que l'estomac l'a transformée). L’assimilation est une « activité mentale qui consiste à incorporer un objet ou une situation à un schème mental ».

Mais cette assimilation n'est pas toujours suffisante et elle est parfois impossible, notamment lors des conflits cognitifs. Piaget fait alors appel à un second concept : l’« accommodation ». C'est une activité mentale pendant laquelle l'enfant transforme un schème initial pour l'adapter à la nouvelle situation. En effet, le schème initial utilisé pour découvrir les caractéristiques de la situation ou de l’objet nouveau, est inadéquat et ne permet pas de retrouver les éléments déjà connus. Le bébé doit donc modifier le schème, c’est-à-dire l’accommoder de façon à pouvoir connaître cette nouvelle situation ou ce nouvel objet. Lorsque le schème aura été accommodé, le bébé pourra assimiler ensuite des connaissances nouvelles lors de situations ou d’objets analogues.

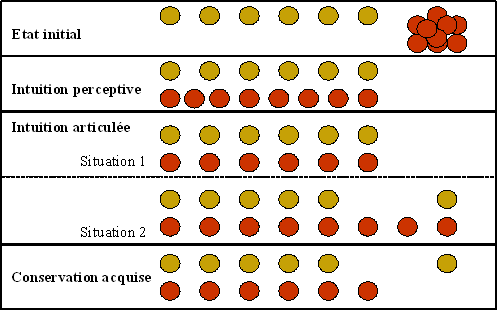
Conservation du nombre de Piaget : des jetons de couleur sont présentés à l'enfant suivant des configurations spatiales variables.

Selon Piaget la progression vers des pensées de plus en plus complexes se fait par étapes, stades ou paliers d'acquisition, qui sont universels et qualitativement différents (à chaque stade correspond un mode de pensée particulier) (voir aussi : Jean Piaget). Par exemple, Piaget observe le développement de la permanence de l'objet (de la naissance à 24 mois), ou encore le développement du principe de conservation (conservation (psychologie) (en)) chez les jeunes enfants. Lors du stade de non-conservation, la matière, le poids et le volume diffèrent en fonction de leur forme (l'enfant est sûr de ses réponses). Lors du stade intermédiaire, il y a parfois conservation de la matière, du poids, du volume lors de certaines déformations, mais lors des déformations inverses, il n'y a plus de conservation. L'enfant hésite, ses réponses varient d'un moment à l'autre lorsqu'on l'interroge (conflits cognitifs). Les schèmes préalablement établis doivent être « accommodés » à la nouvelle réalité. Lors du stade de la conservation, la conservation est acquise, quelles que soient les changements visuels des objets qu'on présente à l'enfant. L'enfant est sûr de lui et les réponses aux questions relatives à la conservation lui paraissent évidentes. L’équilibration est atteinte.
Selon Piaget, un stade doit répondre aux critères suivants[réf. souhaitée] :
- constance de l'ordre des acquisitions (influence des travaux de Gesell).
- compréhension du stade comme une structure d'ensemble, une longue période avec un système (au sens de cognitif ou intellectuel) équilibrés.
- intégration des stades antérieurs : les structures construites à un stade donné sont intégrées dans les structures du stade suivant, et donc les stades antérieurs sont réorganisés et modifiés. Ce qui a été acquis n'est pas perdu mais est réorganisé sous une forme différente.
- distinction entre les processus de formation et les formes d'équilibre final de chaque stade.

 
Les études de Piaget et ses théories ont été développées par les néo-piagétiens (Cf. Théories néo-Piagetiennes (en)) qui remettent en cause certaines parties de ses modèles. La notion de développement qui est cumulatif chez Piaget est mise en cause. La notion de stade est également largement débattue et remise en cause. Enfin, avec de nouvelles méthodes d'observation, l'âge de certaines acquisitions apparaît bien plus précoce que Piaget ne l'avait observé.
Les limites de l'approche de Piaget : Ses travaux ont peu pris en compte le rôle des motivation et émotions, des différences individuelles, de l'influence de l'éducation et des interactions sociales.

#### Le développement cognitif étudié par les neurosciences cognitives contemporaines

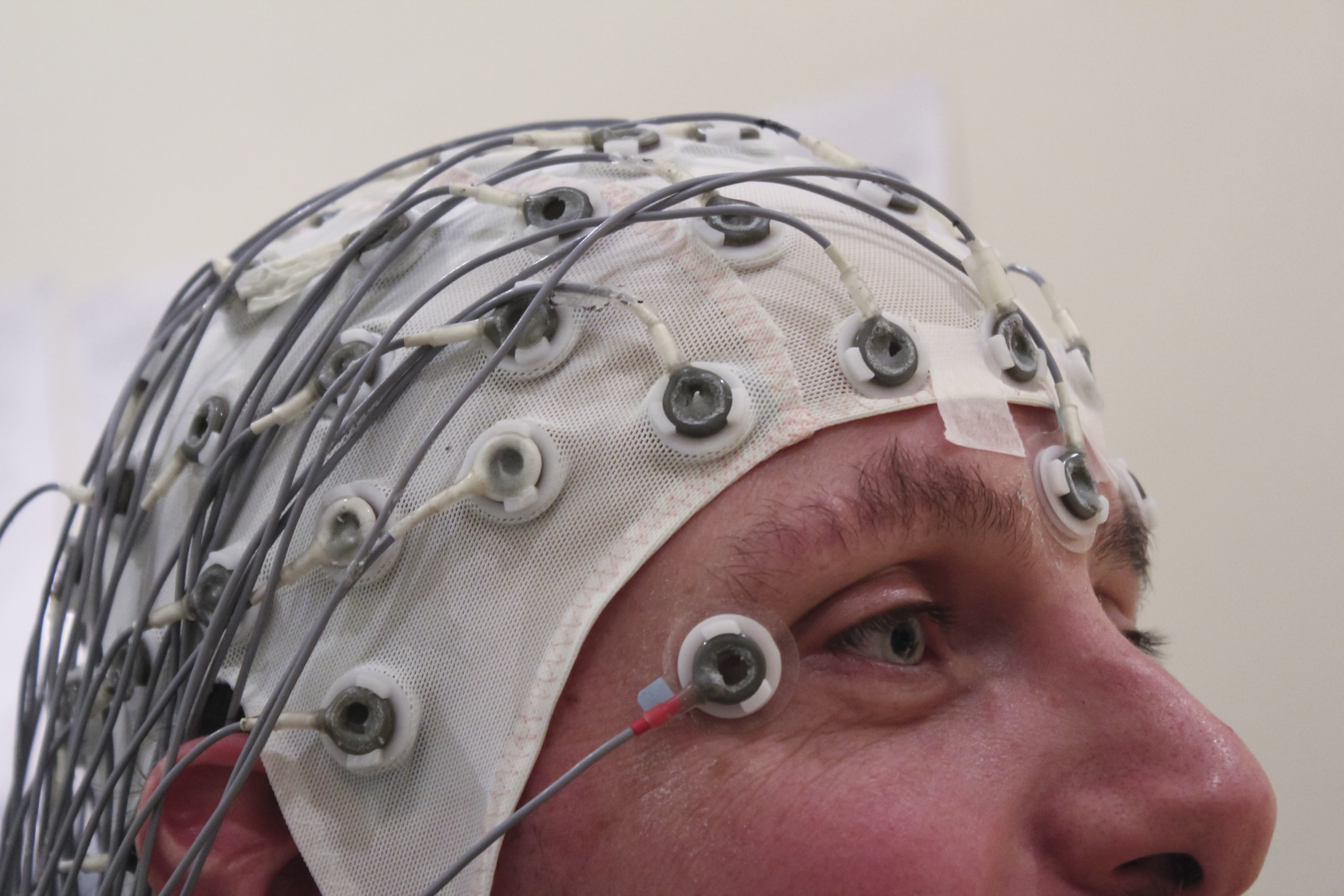
EEG Recording Cap.

Les techniques d'imagerie cérébrale sont possibles chez le jeune enfant tout comme chez la personne âgée, bien que la plupart des études actuelles en neuropsychologie soient menées sur de jeunes adultes. L'étude du développement cérébral (développement biologique du cerveau) et de ses rapports avec la psychologie (les représentations mentales ou les fonctions mentales, comme la mémoire par exemple) est un champ d'investigation bien avancé.
Certaines intoxications durant la vie utérine (comme l'excès d'alcool) ont des effets tardifs et irréversibles sur le développement cognitif qui ne sont observés que plusieurs années plus tard (dans le cas de l'alcool, sur l'apprentissage des mathématiques, Kopera-Frye et al., 1996).

#### Le développement cognitif vu par les modèles connexionnistes
Plusieurs courants de recherche se sont développés en psychologie cognitive au cours du XXe siècle et ont donné naissance à des approches différentes (voir Histoire de la psychologie cognitive).
Les théories basées sur des modèles empruntant au traitement de l'information ont émergé, d'abord sous la forme de computationnalisme, suivi de théories connexionnistes. Ces méthodes ont été particulièrement utiles dans l'étude du développement et du fonctionnement de la mémoire et de la résolution de problèmes.

Démonstration d'une trajectoire dans un attracteur de Lorenz

#### Le développement cognitif décrit par la théorie des systèmes dynamiques
Dans le domaine de la psychologie, la théorie développementale des systèmes dynamiques (psychologie) (en) (Developemental systems theory ou DST, en anglais), basée sur la théorie des systèmes dynamiques, a été proposée par Esther Thelen, Linda B. Smith (en) et van Geert dans les années 1990. Cette théorie représente une approche très novatrice en psychologie cognitive du développement. Cette nouvelle approche s'appuie sur le modèle mathématique de la théorie du chaos dont elle utilise des concepts comme l'auto-organisation (self-organization) ou l'attracteur de Lorenz (Cf. animation ci-contre). La théorie des systèmes dynamiques (systèmes complexes, non-linéaires et dynamiques dans le temps), cherche à expliquer en un seul modèle comment un enfant se développe et acquiert de nouvelles compétences (par exemple, la marche ou le langage) en prenant en compte plusieurs systèmes complexes comme l'environnement de l'enfant, sa biologie, la génétique et la phylogenèse de l'espèce humaine,.Dans cette perspective, Esther Thelen et Linda B. Smith remettent en cause les précédents modèles en stades de développement et utilisent des métaphores de flux concentriques d'information arrivant au nourrisson, puits ou attracteurs de comportements. L'utilisation de la théorie du chaos n'était pas nouvelle en science humaines en 1990 car elle était déjà utilisée en économie et pour rendre compte des effets observés sur des groupes et populations ; ainsi ces modèles rendent compte du phénomène d'ordre spontané dans des larges groupes d'individus. La nouveauté était de l'utiliser pour rendre compte du développement de chaque individu, l'individu étant le système complexe en mouvement. L'approche est particulièrement intéressante pour rendre compte des apprentissages implicites (mémoire implicite, acquisition du langage tel que décrit par van Geert, apprentissages moteurs en particulier l'acquisition de la marche chez le nourrisson, que Thelen a beaucoup observée et modélisée).

#### La théorie de l'esprit et la théorie de la théorie
La théorie de l'esprit explore comment un jeune enfant apprend à comprendre les intentions des personnes qui l'entourent. Le concept est très proche de la théorie de la théorie (Voir Theory-theory)), un terme qui a émergé dans les années 1980 pour décrire l'étude du développement de l'enfant dans sa compréhension du monde qui l'entoure. Son objectif est de comprendre comment l'enfant utilise des théories (dites théories implicites et naïves) pour comprendre le monde (les interactions humaines, comme dans la théorie de l'esprit ; mais aussi les phénomènes physiques). La théorie de la théorie s'intéresse beaucoup au phénomène de la question « Pourquoi ? » chez le jeune enfant.

#### Les multiples champs de recherche de la psychologie du développement cognitif
Les chercheurs en psychologie développementale se trouvent dans toutes les branches de la psychologie. Pour des articles plus approfondis sur la psychologie développementale cognitive, voir aussi les sections suivantes :
- Le développement de la mémoire
- Le développement de la cognition sociale, des représentations mentales, de la théorie de l'esprit
- Le développement du raisonnement causal
- Le développement de la métacognition et des fonctions exécutives (attention liée à la mémoire, fonctions du cortex préfrontal)
- L'acquisition du langage
- L'apprentissage de la lecture et de l'orthographe
- Les apprentissages spécifiques et les troubles d'apprentissage (scolaires) également appelés troubles en dys- (dyslexie, dyscalculie, etc.).
- Les déficits cognitifs tels que la diminution des performances en mémoire associés au vieillissement cognitif ou déclin cognitif.

### Les approches socioculturelles et interculturelles de l'apprentissage

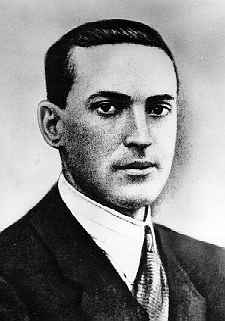
Lev Vygotski 1896-1934.

Le psychologue Lev Vygotski a vécu et travaillé à Moscou. Il a développé une théorie socioculturelle du développement de l'intelligence dans les années 1924 à 1934. Comme Piaget, il considère que l'enfant est actif dans la construction de son intelligence. Cependant, contrairement à Piaget, il considère que c'est l'environnement social qui le permet : Pour Vygotski, le développement va du social à l'individuel tandis que pour Piaget, le développement cognitif est d'abord individuel et devient social par la suite. Vygotski parle d'une collaboration active entre l'enfant et son environnement humain, grâce à une sociabilité innée. L'enfant intègre ainsi les modes de pensée et comportements de la société dans laquelle il ou elle grandit. Il définit une loi développementale selon laquelle « chaque fonction psychique supérieure apparaît deux fois au cours du développement de l'enfant : d'abord comme activité collective sociale et donc interpsychique et une deuxième fois comme une activité individuelle, comme une propriété intérieure à l'enfant, comme une activité intrapsychique ».
Selon Vygotski, le langage exerce une grande influence sur le développement de la pensée. Le langage, activité psychique supérieure, s’exerce dans un premier temps dans la relation à autrui (fonction sociale du langage) avant d’être un langage privé, au service de la pensée (fonction de représentation du langage). La différence de niveau de compétence que l’enfant atteint seul avec celle qu’il atteint grâce à l’aide de l’adulte est dite zone proximale de développement ou zone proche de développement. Cette zone c’est l’écart entre ce que l’enfant est capable de faire seul et ce qu’il est capable de faire avec un adulte,.

À l'Université de Genève, des travaux de recherche en psychologie du langage dans le cadre de l'Interactionnisme Sociodiscursif ont développé les propos de Vygotski, en articulant d'autres auteurs.

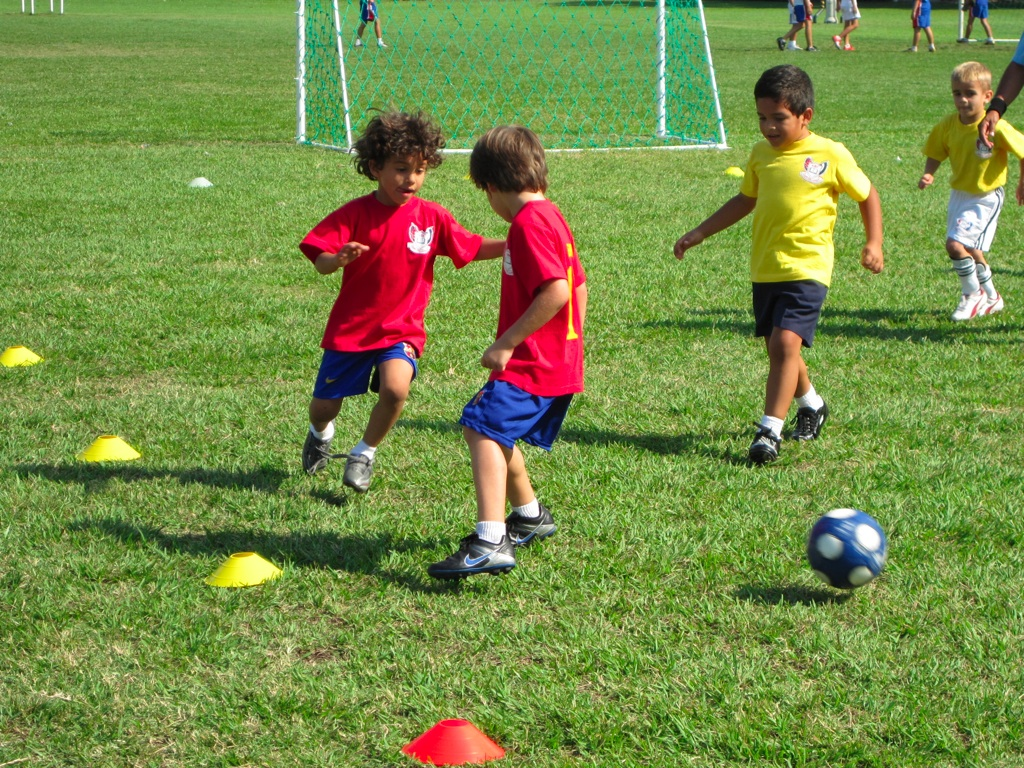
Enfants brésiliens s'entraînant à jouer au football

Jerome Bruner fut un des pionniers de la psychologie cognitive aux États-Unis. Très influencé par Vygostky dont il découvre les travaux (Vygotski est longtemps resté inconnu hors de Russie) ainsi que par Piaget, il critique les béhavioristes et les théories de l'information, et revisite certaines des théories de Piaget et Vygotski. Il commence à enseigner puis à s'intéresser à la psychologie du développement de l'enfant dans les années 1960. Il adopte une approche expérimentale. Il développe un ensemble de travaux importants sur la notion d’étayage, de guidage qu’exerce l’adulte sur les activités de l’enfant. Il va montrer comment l’adulte guide l’enfant dans son développement, prépare, organise, étaie, facilite les activités de l’enfant pour l’amener au niveau désiré. Bruner propose une approche éducative nouvelle et sera un des pionniers de la psychologie de l'éducation. Il propose ainsi la notion de curriculum en spirale (spiral curriculum en anglais) : les enfants peuvent faire de nombreuses acquisitions si l'information leur est présentée de façon structurée et respectueuse de leur niveau de développement intellectuel préalable ; pour lui, les sujets scolaires devraient servir de motivation aux élèves (et non les notes ou autres motivations externes), et les professeurs doivent élaborer des curriculums qui permettent aux enfants d'apprendre et éveiller leur intérêt.
Henri Wallon fut un médecin et psychologue français dont les théories ont influencé l'éducation en France (il entre dans la politique après la Seconde Guerre mondiale). Wallon conçoit le comportement synthétique de l’individu (dans son entier). Il tente de comprendre comment l’individu se construit en tant que personne. Intelligence et affectivité sont liées et s’influencent mutuellement au cours du développement qui est conçu comme discontinu, avec des oscillations et des ruptures. Wallon accorde une importance égale à l'affectif, au social et au cognitif, qui sont pour Wallon indissociables de la personne : d'après lui, « l'enfant nait social »[réf. nécessaire]. Le rôle tuteur de l'adulte est pour lui primordial, c'est l'adulte (parent, professeur, éducateur) qui permet à l'enfant d'accéder à des connaissances nouvelles, par stimulation et étayage[réf. souhaitée]. Le développement de l’enfant selon Wallon est une succession alternative de stades centripètes (l’enfant se centre sur lui-même) et centrifuges (l'enfant se centre sur la connaissance du monde extérieur) qui construit sa personnalité et son identité[réf. souhaitée]. Dans son ouvrage L'évolution psychologique de l'enfant (1941), Wallon explique de manière complète et détaillée presque l'ensemble de ses points de vue théoriques.
La psychologie interculturelle du développement étudie l'influence du contexte social et culturel sur le développement de l'enfant au niveau comportemental, cognitif et affectif. Cette discipline emprunte au champ d'étude de la psychologie interculturelle ainsi qu'à celui de la psychologie de l'enfant et de la psychologie du développement.
Dans cette perspective, de nombreux travaux se sont développés portant sur les liens entre style parental (en occident ou dans d'autres cultures) et le développement affectif, comportemental et cognitif (ou intellectuel) de l'enfant.

### Le développement durant l'âge adulte: L'approche humaniste et l'approche écologique

#### L'approche humaniste

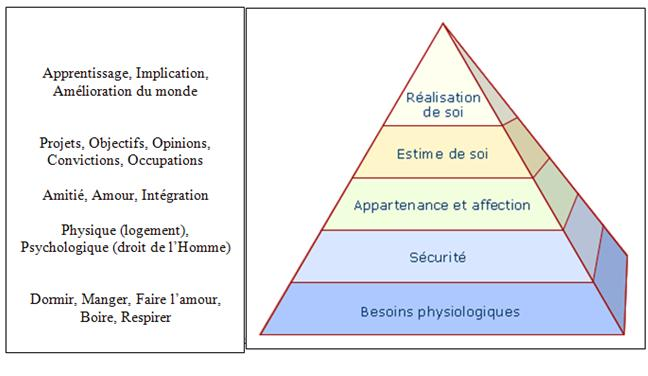
Pyramide des besoins de Maslow

La psychologie humaniste « s'appuie sur le postulat que chaque personne a la capacité de prendre sa vie en main et de veiller à son propre développement ». L'accent y est mis sur le développement chez l'adulte.
Carl Rogers fut l'un des fondateurs de ce courant de pensée qui devint une discipline de la psychologie moderne en 1963 avec la fondation de la première Association de Psychologie Humaniste aux États-Unis. Abraham H. Maslow est un autre des chefs de file de ce mouvement, connu pour sa théorie de la pyramide des besoins appelée parfois la « pyramide de Maslow ».
La psychologie humaniste repose sur le postulat que l'homme est libre de ses choix (en cela, elle est humaniste au sens philosophique). Pour Rogers, la personnalité se développe grâce à une congruence, entre l'expérience de la personne (ce qu'elle vit), sa prise de conscience et sa communication (ce qu'elle en dit, ses interactions avec l'environnement). Cette congruence mène à une authenticité de la personne, valeur importante de la psychologie humaniste. L'être humain est social et se développe grâce à la considération positive des personnes significatives qui l'entourent (le fait d'être aimé, respecté). Cette considération positive doit être inconditionnelle, pour que l'enfant se développe de manière saine et congruente. Cette psychologie considère que lorsque l'enfant a un comportement inadéquat, il est important de lui faire comprendre que son comportement est inadéquat (réprimande) mais non sa personne, c'est-à-dire que l'enfant reste accepté et aimé malgré ce comportement inadéquat.
La thérapie centrée sur le client, ou approche centrée sur la personne (ACP) vise à actualiser le plein potentiel du client, en l'aidant à prendre conscience de son interprétation de la réalité. La psychologie humaniste a également influencé la pédagogie dite « non directive ».

#### L'approche écologique et les réseaux de soutien social

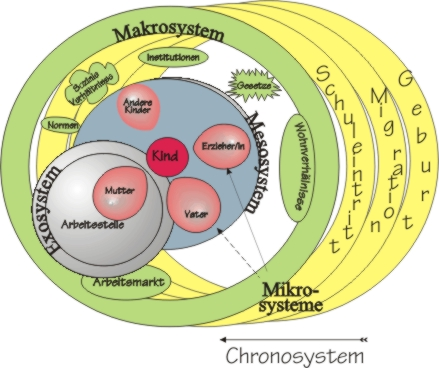
Modèle des écosystèmes de Bronfenbrenner (ÖkosystemBronfenbrenner)

Un modèle écologique du développement humain a été proposé par le psychologue et chercheur américain Urie Bronfenbrenner. Bronfenbrenner voulait comprendre le développement humain dans ses interactions entre plusieurs dimensions. Son modèle cherche à prendre en compte la dimension ontosystémique (l'individu et ses caractéristiques personnelles du moment) et ses interactions avec la dimension chronosystémique (transition vécue et moment du développement), le contexte du développement (parents, école…) et l'environnement dans son entier (dimensions géographiques, culturelles, économiques, etc). Ce modèle cherche à intégrer tous ces facteurs et leurs interactions pour rendre compte du développement.
Le modèle met l'accent sur l'importance des réseaux de soutien social : Plusieurs personnes (ou groupes) offrent du soutien, sous plusieurs formes, à un individu qui se développe (un enfant dans sa famille, un employé sur son lieu de travail et en interaction avec un supérieur hiérarchique par exemple).
Cette approche a le mérite, contrairement aux approches décrites précédemment, de tenter de prendre en compte l'ensemble des facteurs influençant le développement et en particulier les dimensions sociales et culturelles, qui sont moins souvent prises en compte dans les autres approches : comment l'individu est influencé, mais aussi comment il influence son milieu. Cette approche permet de mieux modéliser et comprendre des thèmes moins explorés par les autres approches de la psychologie et permet de mettre au point ou d'améliorer des programmes d'intervention sur de larges groupes : psychologie du travail, psychologie économique, les réseaux de soutien, les décisions des grandes institutions (gouvernements), les idéologies, etc..
On lui reproche cependant ses imprécisions. Le modèle n'est pas suffisamment puissant pour « expliquer le développement passé et (...) prédire le développement futur » (Thomas et Michel, 1998, cités par Papiala et al.)

## Les méthodes de recherche en psychologie du développement
Les théories de la psychologie permettent de structurer les données observées et de chercher leur sens, chercher des règles générales qui permettent d'expliquer et de prédire les comportements. Les théories façonnent les façons de penser des chercheurs et leurs hypothèses de travail, leurs méthodes et leur interprétation des résultats. Les théories évoluent à mesure que de nouveaux résultats sont observés et interprétés.
La psychologie du développement est une approche scientifique hétérogène et les méthodes utilisées sont également très diverses. Dans tous les cas, l'étude de l'humain doit respecter les codes de déontologie et l'éthique. Au Québec, l'Ordre des psychologues a établi un code de déontologie qui encadre la recherche et énonce les droits des participants (ou sujets). Les normes éthiques les plus importantes (mais pas uniques) en psychologie du développement sont le consentement libre et éclairé du participant, le respect de la dignité (de l'estime de soi) des participants, le droit à la confidentialité et au respect de la vie privée, le respect des personnes vulnérables, l'équilibre des avantages et des inconvénients. Le Code civil donne également des droits aux participants d'expérience; ainsi le code civil du Québec donne le droit à un mineur de refuser à participer à une expérience (même si ses parents ont donné leur accord).

### Méthodes expérimentales
La psychologie du développement utilise les méthodes de la psychologie expérimentale (manipulation artificielle de variables en laboratoire ou dans l'environnement du participant), de la psychologie différentielle (comparaisons de groupes) et de la psychométrie (tests standardisés sur de larges populations évaluant un niveau par rapport à la population de référence). Les méthodes expérimentales utilisent souvent des méthodes quantitatives (elles recueillent des données chiffrées), mais pas systématiquement : Piaget a mené de nombreuses observations expérimentales en utilisant des méthodes qualitatives (il observait par exemple les réponses verbales des enfants).
Dans l'expérience en laboratoire, l'expérience est menée sous des conditions très contrôlées par l'expérimentateur. La situation est artificielle. Elle permet de contrôler des variables pour éviter leur interférence dans l'interprétation des résultats. L'expérience de laboratoire est utilisée lorsque l'expérimentateur cherche à explorer les liens de causalité.
Dans l'expérience sur le terrain, l'expérience a lieu dans un environnement naturel (une école, une maison de retraite) dont l'expérimentateur va manipuler certaines variables pour en observer les effets de leur modification sur les comportements. Les liens de causalité peuvent également être étudiés ainsi et dans un environnement représentatif de la vie ordinaire des participants. Les variables manipulées modifient légèrement la situation naturelle.
Dans l'expérience naturelle, l'observateur mesure les différences entre deux groupes que certaines variables séparent (par exemple le groupe d'âge ou l'échec vs réussite scolaire). L'expérimentateur ne manipule pas des variables mais observe l'effet de variables sur le comportement. Elle ne permet pas d'établir des liens de causalité.
Des expériences d’entraînement créer artificiellement une situation de développement. L’hypothèse est que l'entraînement reflète les processus du développement naturel. Le chercheur sélectionne deux groupes de sujets. Le niveau initial de ces deux groupes est évalué (pré-test). L’un des deux groupes (le groupe expérimental) est soumis à un entraînement, ou apprentissage. L'autre groupe (contrôle) effectue une tâche neutre. Le post-test est la réplique exacte du pré-test ; il peut avoir lieu immédiatement après l’entraînement ou être différé dans le temps. La différence observée entre les résultats du pré-test et ceux du post-test rend compte de l’effet de l’apprentissage ou de l’entraînement. Le chercheur a ainsi créé un « micro développement expérimental ».

### Méthodes non expérimentales
La psychologie du développement utilise également beaucoup les méthodes de recherche non expérimentales.
L'étude de cas permet l'étude approfondie d'un individu. Elle ne permet pas la généralisation à d'autres individus. Elle permet de décrire en détail la complexité de l'individu et se rapproche ainsi des cas cliniques rencontrés par les praticiens (psychologues cliniciens, psychanalystes, psychothérapeutes, psychiatres) dans leur pratique quotidienne.
L'observation sur le terrain est l'observation d'individus dans leur environnement familier sans intervention et sans changement des variables dans ce milieu naturel (école, lieu de travail, hôpital…). Elle permet une bonne description des comportements, et permet d'émettre de nouvelles hypothèses de recherche. Elle ne permet pas de tester des liens de causalité.
L'observation en laboratoire est l'observation de personnes dans un milieu artificiel mais sans intervention de l'expérimentateur qui influenceraient les comportements. Elle est une bonne source d'hypothèses de recherche.
L'entrevue avec le participant est une situation dans laquelle l'expérimentateur pose des questions directement au participant. L'entrevue peut être souple, structurée (questionnaire) ou semi-structurée. Elle donne des informations sur les opinions, attitudes, croyances, théories naïves, etc. des participants. Elle permet de recueil d'informations que l'observation des comportements seule ne permettrait pas de connaître. La méthode a de nombreux biais expérimentaux (désirabilité sociale ; effet Hawthorne ; effet Hans le malin, etc.).
L'étude de corrélation mesure les relations entre deux variables. Elle permet de mettre en évidence qu'une variable est liée à une autre, mais ne permet pas de déterminer l'existence de liens de causalité. Elle est, comme les autres méthodes non expérimentales, une bonne source d'hypothèses de recherche.

### Collecte de données
Pour étudier le développement, « trois stratégies de recherche sont particulièrement utilisées : les études transversales, les études longitudinales, et les études séquentielles. »  On parle aussi de méthode quasi-longitudinale (combinaison transversale et longitudinale).

#### L'étude longitudinale
Elle est la méthode privilégiée de la psychologie du développement. Elle consiste à d'observer des participants sur une longue durée, parfois des années. Elle permet d'observer les différences en fonction des âges mais également les évolutions individuelles et les séquences de changement.
Une étude longitudinale est cependant difficile à mener à terme pour de nombreuses raisons. Elle exige de large cohortes en raison de la mortalité de l’échantillon, c'est-à-dire du fort taux d'abandon des participants (perte de motivation pour continuer l'expérience, déménagement, changement de condition de vie, décès, ou toute autre raison). Elle est coûteuse en temps et argent : elle exige de larges équipes d'encadrement et de suivi des participants (pour assurer leur motivation dans le projet jusqu'à son terme), un budget sur plusieurs années, le recrutement et l'entraînement d'expérimentateurs durant plusieurs années. Ses résultats ne sont pas forcément généralisables à d'autres cohortes. L’effet des observations ou des expérimentations successives crée un biais méthodologique. Un apprentissage peut avoir lieu lors de la répétition de la tâche. Enfin, le contexte théorique ou les résultats obtenus peuvent faire évoluer les hypothèses des chercheurs au cours de l'expérience. Les hypothèses de départ ou la méthodologie peuvent s'avérer caduques avant la fin de l'expérience en raison de l'évolution des technologies (par exemple si l'expérience implique des mesures génétiques sur l'ADN ou encore des techniques d'imagerie cérébrale) créant des difficultés pour publier les résultats.

#### La méthode transversale
Plus simple à mettre en place que les études longitudinales, la méthode transversale (cross-section method en anglais) compare des individus à des étapes différentes de leur développement. Elle a aussi ses limites. Le chercheur ne peut pas recueillir d'information à l’échelle individuelle, les séquences de développement ou encore les différences entre les vitesses ou stratégies de développement. Un effet de cohorte est possible et peut être confondu avec un effet de développement : c'est le cas quand l'un des groupes diffère des autres sur une ou plusieurs variables cachées et que l'expérimentateur ne maîtrise pas.

#### La méthode séquentielle ou quasi-longitudinale
Pour combiner les avantages des deux méthodes et limiter leurs biais respectifs, les chercheurs utilisent la méthode quasi-longitudinale, dite également transversale séquentielle ou encore évolutive transversale (ou cross-sequential en anglais) qui combine la méthode longitudinale et la méthode transversale.

### Variables dépendantes et indépendantes
Les variables dépendantes en psychologie du développement (mesures qui sont supposées varier sous l'effet du développement ou des conditions expérimentales) sont multiples. Beaucoup sont identiques à celles d'autres domaines de la psychologie expérimentale (temps de réponses, nombre de mots connus, vitesse de déplacement, réalisation de problèmes, réussites ou échec, etc.). D'autres sont spécifiques à l'âge (par exemple la succion d'une tétine chez le nourrisson) ou la psychopathologie des participants (résultats à une échelle de stress).
L’objet de la psychologie du développement étant la transformation du sujet au cours du temps, les variables indépendantes sont prises en compte pour rendre compte des différents moments de développement. Le plus commun est l'âge ou la tranche d'âge des participants. Mais cette variable n’est pas une variable explicative. L’âge est une durée de vie, alors que le chercheur cherche à atteindre une structure psychologique (cognitive, affective). Certains chercheurs tentent de déterminer le stade de développement en s'appuyant sur leur théorie de référence (i. e., stades piagétiens ou walloniens). Un niveau de développement peut également être évalué par une épreuve étalonnée, ou test standardisé (issu d'une démarche en psychométrie).

## Controverses et débats en psychologie du développement

### Périodes critiques ou sensibles: la plasticité neuronale
L'un des grands débats théoriques en psychologie du développement a été la discussion de l'existence de périodes critiques d'acquisition de certaines fonctions mentales dans le domaine cognitif ou émotionnel. Il semble en effet qu'au-delà d'un certain âge, certaines fonctions (sensorimotrices, cognitive, émotionnelles) ne puissent plus être acquises et qu'un développement normal soit compromis : on a alors parlé de l'existence de périodes critiques dans le développement, périodes au-delà desquelles certaines acquisitions ne pouvaient plus se faire. Cependant, cette notion a été vivement débattue. La notion de « période critique » du développement relève, selon certains auteurs, d'un neuro-myth (anglais), une croyance née de la mauvaise compréhension de certaines théories de la neuropsychologie du développement et qui affecterait négativement les milieux de l'enseignement.
Les chercheurs en psychologie du développement s'accordent plutôt à parler désormais de « période sensible », qui suggère que certaines périodes du développement humain sont propices au développement de certaines compétences (par exemple, certaines fonctions du langage, l'attachement émotionnel), ce qui ne signifie par que leur acquisition ou apprentissages soient impossibles aux autres périodes. Les débats actuels visent à éclaircir quelles fonctions ou processus psychologiques sont à risques durant certaines périodes du développement (et les limites temporelles de ces périodes ou leurs conditions). Les études sur la neuroplasticité montrent comment les apprentissages et acquisitions continuent à tous âges, y compris à l'âge adulte.

### Les débats inné (biologique) - acquis (environnement)

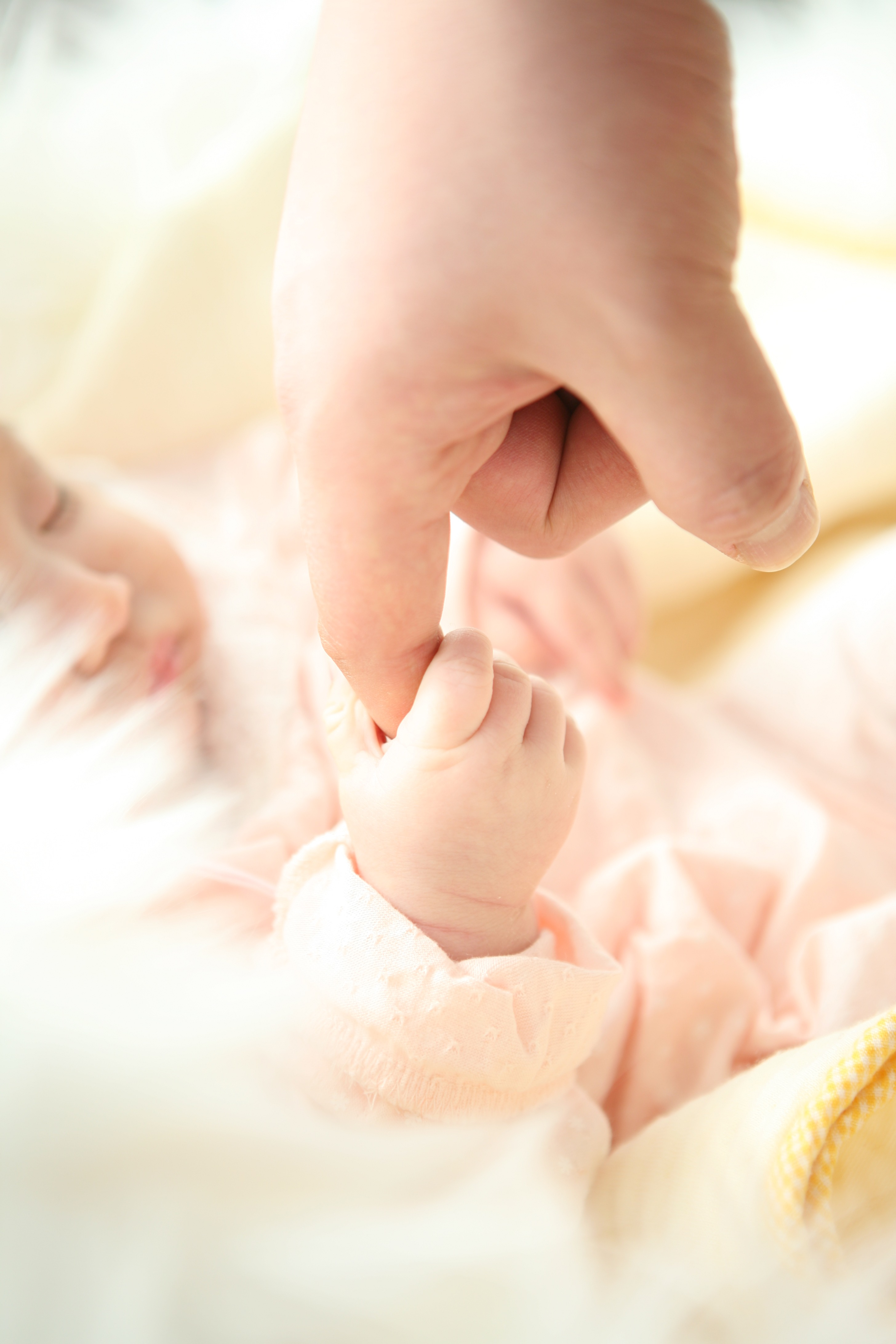
Réflexe d'agrippement de la paume (palm grasp) chez un nouveau-né

Le développement humain repose sur l'interaction de processus
- intrinsèques, autrement dit internes, endogènes, résultant de la maturation (« succession de changements physiques, programmés génétiquement, qui rendent un individu apte à maîtriser certaines habiletés »[8]),
- et extrinsèques, autrement dit externes ou exogènes, provenant du milieu.

Tous les théoriciens sont d'accord là-dessus. Cependant, dans leurs tentatives de comprendre les origines (ou causes) du développement humain, certains courants théoriques ont mis plutôt l'accent sur les facteurs internes (les « maturationnistes » et les « innéistes »), d'autres sur les facteurs externes (les « comportementalistes » ou « béhavioristes »), provoquant de vifs débats (en anglais, le débat Nature-Nurture)
Gesell, par exemple, était un maturationniste. Selon lui (ses premiers écrits datent de 1925), le développement psychologique est dépendant du développement du système nerveux, son évolution et son niveau de structuration : le développement de la structure du système nerveux détermine le développement de la structure du comportement. La notion de maturation « implique (…) une évolution interne de l’organisme, correspondant à un programme de développement caractéristique de l’évolution de l’espèce ». Selon Gesell, la maturation est une « activité interne qui détermine les étapes successives du développement de l'enfant »[réf. souhaitée].
Noam Chomsky (1968), linguiste et philosophe américain, a également un point de vue innéiste. Selon lui, il existerait un dispositif inné d'acquisition du langage (L.A.D., Language Acquisition Device). Le L.A.D. aurait les caractéristiques, appelées « universaux linguistiques », qui seraient des invariants linguistiques qui existeraient dans toutes les langues. Le L.A.D. serait un dispositif qui analyserait le corpus environnant et les règles sous-jacentes à l'organisation de ce corpus. Pour Chomsky, apprendre une langue, c'est construire la grammaire de la langue grâce au L.A.D. qui possède une structure interne innée.
D'après les béhavioristes ou les piagétiens, en revanche, l'enfant naît avec quelques dispositions innées (comme les réflexes archaïques, sur le plan moteur) qui s'expriment tout au long de la vie, mais son développement, et le développement humain en général, est le fruit d'une succession d'apprentissages de plus en plus complexes ,.
Bien que les positions innéistes ou maturationnistes extrêmes aient été abandonnées, leur impact sur les systèmes éducatifs est longtemps resté important : les maturationnistes ont défendu qu'un enfant doit être « prêt », sur un plan biologique, avant que l'apprentissage soit possible. Les psychologues environnementalistes au contraire, insistent sur l'importance de développer des habitudes chez l'enfant, habitudes qui vont permettre les futurs apprentissages (apprentissage de la propreté, apprentissage de la lecture) .
Les études sur les jumeaux homozygotes permettent d'évaluer l'impact de l'hérédité et de l'environnement. Myrtle McGraw fut une pionnière dans le domaine dans les années 1920 et 1930.